# Буджемлин, Адем
Адем Буджемлин (фр. Adem Boudjemline; 28 февраля 1994, Сетиф, Алжир) — алжирский борец греко-римского стиля, участник двух Олимпийских игр, многократный чемпион Африки.

## Карьера
В августе 2016 года на Олимпиаде в Рио-де-Жанейро в схватке на стадии 1/8 финала уступил болгарину Николаю Байрякову и занял 17 место. В сентябре 2018 года на чемпионате мира в Будапеште в 1/8 финала уступил турку Метехану Башару. В марте 2019 года в тунисском Хаммамете стал победителем чемпионата Африки, опередив в борьбе за чемпионство египтянина Мохамеда Али Габра. В апреле 2021 года в Хаммамете на африканском и океанском олимпийский отборочный турнире к Олимпийским играм в Токио завоевал лицензию. В августе 2021 года на Олимпиаде в схватке на стадии 1/8 финала уступил иранцу Мохаммадхади Сарави со счётом (0:9) и занял итоговое 15 место.

## Достижения
- Чемпионат Африки по борьбе 2014 — ;
- Чемпионат Африки по борьбе 2015 — ;
- Африканские игры 2015 — ;
- Чемпионат Африки по борьбе 2016 — ;
- Олимпийские игры 2016 — 17;
- Чемпионат Африки по борьбе 2017 — ;
- Игры исламской солидарности 2017 — ;
- Чемпионат Африки по борьбе 2018 — ;
- Средиземноморские игры 2018
- Чемпионат Африки по борьбе 2019 — ;
- Африканские игры 2019 — ;
- Чемпионат Африки по борьбе 2020 — ;
- Олимпийские игры 2020 — 15;
- Чемпионат Африки по борьбе 2022 — ;
- Чемпионат Африки по борьбе 2023 — ;